# 보헤미아 왕국의 스캔들
《보헤미아 왕국의 스캔들》(A Scandal in Bohemia)은 스트랜드 잡지(The Strand Magazine)에 연재된 아서 코넌 도일의 56개의 셜록 홈즈 단편 중 첫 번째 단편 작품이며, 시드니 파젯(Sidney Paget)이 삽화를 그린 첫 번째 작품이다. (셜록 홈즈의 4개 장편중 2개 - 《주홍색 연구》 (A Study in Scarlet)와 《네개의 서명》 (The Sign of the Four) - 작품이 시간상으로 앞서 있다.)

## 줄거리
홈즈는 부유하고 거만한, 자칭 폰 크램 백작이라는 가면 쓴 사람의 방문을 받는다. 하지만 홈즈는 곧바로 그가 보헤미안 왕실 카셀펠슈타인 대공작 가문의 빌헤름 고츠라이흐 지기스문트 폰 오름슈티인 국왕이라는 것을 추리해낸다. 왕은 그 사실을 인정하고 가면을 찢어버린다.

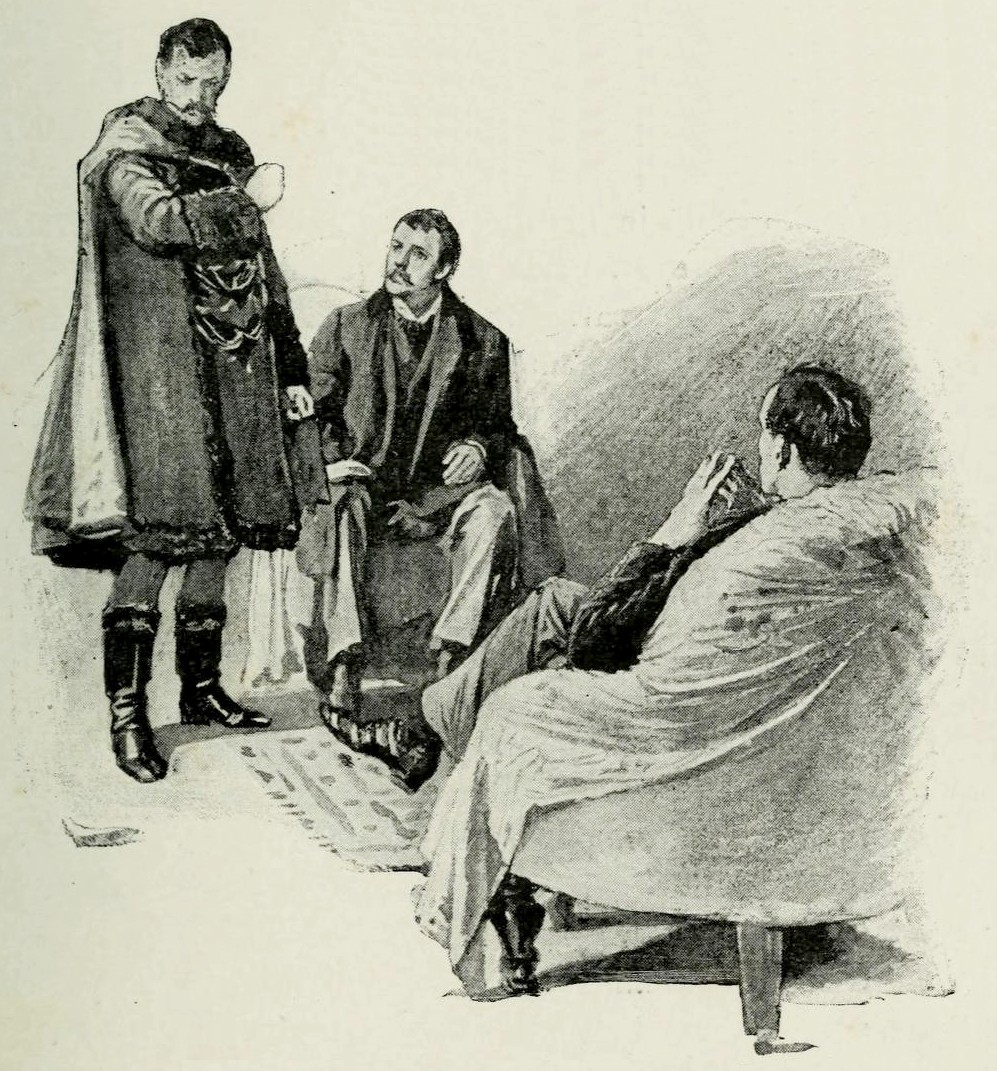
셜록 홈즈, 왓슨 그리고 보헤미아 국왕.

왕은 스칸디나비아의 공주인 클로틸드 로트만 폰 삭스메닝겐과 혼사가 진행 중인데, 왕과 오페라 가수인 아이린 애들러(Irene Adler)와 과거 관계를 증명하는 증거가 나타나면 왕은 매우 곤란한 처지에 빠지게 될 상황이었다. 왕은 그 증거를 되찾기 위해 사람들을 써 그녀의 집을 뒤져보기도 했지만 허사였다.
그 증거는 캐비닛판 사진으로 여자가 휴대하고 다니기에는 큰 물건이었다. 왕은 홈즈에게 보수로 1,000파운드를 내놓으며 원한다면 일부라도 주겠다고 말한다. 홈즈는 왓슨에게 다음 날 오후 3시에 베이커가 221B로 오기를 부탁한다.
다음 날 아침, 홈즈는 일자리를 찾는 마부로 변장해서 애들러의 집으로 가 다른 마부들로부터 유용한 정보를 얻어낸다. 아이린 애들러에게는 고드프리 노턴이라는 변호사 애인이 있고, 적어도 하루에 한번씩을 그녀를 방문한다는 사실이었다. 바로 그날 노턴은 애들러를 방문하고 바로 세인트모니카 성당으로 갔다. 잠시후 애들러도 같은 장소로 떠났다. 홈즈는 뒤를 쫓아 성당에 당도해보니 고드프리 노턴과 아이린 애들러의 결혼식이 진행 중이었고 홈즈는 얼떨결에 그 결혼식의 증인이 된다.
홈즈는 그날 저녁에 왓슨의 도움을 받아 그 사진을 되찾기로 결심한다. 홈즈는 목사로 변장하고 아이린 애들러의 집에 도착한다. 왓슨의 도움으로 작은 소동을 일으켜 자신의 얼굴에 피를 흘리고 애들러의 집 앞에 쓰러진다. 홈즈는 애들러의 집안으로 옮겨지고, 왓슨은 홈즈의 신호에 따라 배관공이 사용하는 연기 로켓을 창문 안으로 던지고 ”불이야” 외쳤고, 홈즈가 고용한 거리의 사람들도 동조했다. 홈즈는 노턴부인이 응접실의 널빤지로 달려가서 그것을 열고 무언가를 꺼내는 것을 목격한다. 사진의 위치를 확인한 후, 홈즈는 누군가 장난친 것이라고 안심시키고 집을 나와 왓슨을 만난다.
그러나 베이커가로 돌아오자 이상한 일이 발생한다. 그들은 ”안녕하세요, 셜록 홈즈씨”하는 인사를 듣지만 누군지 알아차리지 못한다.
다음날 아침 일찍 홈즈, 왓슨 그리고 보헤미아 국왕 세 사람은 사진을 되찾으러 애들러의 집으로 향한다. 그러나 그들이 도착했을 때 이미 애들러는 남편과 함께 유럽을 떠난 뒤였다. 그들이 찾던 사진은 사라졌고, 대신 애들러의 독사진만이 남아있을 뿐이다.
또한 그녀는 홈즈에게 편지를 남겼다. 그녀는 그가 누구인지 알고 있었고, 보헤미아 국왕에게 고용되어 사진을 찾으리라는 것도 알고 있다는 내용이었다. 그녀는 고드프리 노턴을 사랑하고 더 이상 국왕을 괴롭힐 마음이 없으며, 또한 그 사진으로 자신을 위협하지 않는 한 국왕도 그 사진에 대해서 걱정할 필요가 없다고 씌여있었다. 그리고 ”불이야” 사건 후 홈즈를 미행해 인사를 한 것도 자신이라고 밝혔다.
국왕은 결과에 만족하며 홈즈에게 귀한 반지를 보상으로 주려고 했으나, 홈즈는 애들러의 지능에 탄복하여 반지 대신 그녀의 사진을 요청한다. 후에 홈즈는 왕으로부터 황금 코담배갑을 선물받는다.